# Clistopyga lopezrichinii
Clistopyga lopezrichinii är en stekelart som först beskrevs av Blanchard 1941.  Clistopyga lopezrichinii ingår i släktet Clistopyga och familjen brokparasitsteklar. Inga underarter finns listade i Catalogue of Life.